# Energieentwertung
Unter der Energieentwertung versteht man die Tatsache, dass sich bei allen realen Energieumwandlungen oder Energieübertragungen der Anteil der nutzbaren Energie vermindert. Die Entwertung der Energie zeigt sich darin, dass ein solcher Vorgang nicht von selbst in umgekehrter Richtung ablaufen kann.
Beispielsweise „verliert“ eine rollende Kugel kinetische Energie, da durch Reibung die Umgebung erwärmt wird. Ein weiteres Beispiel ist der Stoß reibungbehafteter Körper: Energieentwertungsdiagramme für diese Fälle gab Karl-Eugen Kurrer bei der Analyse der inneren Kinematik und Kinetik von Rohrschwingmühlen an (elliptische Paraboloide). Während die gesamte Energiemenge im abgeschlossenen System mengenmäßig erhalten bleibt, ist die innere Energie der Umgebungswärme nicht direkt nutzbar. Man spricht hier auch davon, dass der Anteil der Anergie zu Lasten der Exergie zunimmt.
Allgemein tritt in thermodynamischen Systemen Energieentwertung auf, sobald bei ablaufenden Prozessen irreversible Anteile auftreten. Dies kann zum Beispiel durch die Wärmeleitung gegeben sein. Vollständige Energieentwertung ist dann gegeben, wenn sich der Temperaturunterschied zwischen zwei Wärmespeichern durch Wärmeleitung ohne Arbeitsleistung ausgleicht. Die (real nicht mögliche) Carnot-Maschine arbeitet ohne Energieentwertung.
Äquivalent zur Sprechweise der Energieentwertung ist die Formulierung der Aussage des zweiten Hauptsatz der Thermodynamik. Quantifiziert wird die Energieentwertung mit dem Begriff der Entropie.